# Терентьевка (Ульяновская область)
Терентьевка — село в Мелекесском районе Ульяновской области России. Входит в состав Тиинского сельского поселения.

## История
До 1780 г. территория будущей Терентьевки являлась частью Ногайской дороги Казанского уезда (с 1708 г. — Казанской губернии).
В переписной дозорной книге Белоярского, Тиинского и Ярыклинского острогов переписи Никиты Глядкова 1658 г. показано, что «Тиинской городок построен на ровном месте близ Тии речки» в 1652-1656 гг., а «за городом у Тиинского городка две слободы»: Старая слобода конных казаков (Казачья) и Новая слобода смоленских казаков из иноземцев (поляков) (Иноземская) (Ф. 1209. Оп. 1. Ед. хр. 1127. Л. 612—626). В 1685 г. по челобитной иноземцев поручика Ивана Белевича с товарищами им было разрешено переселиться на северо-запад от Тиинска, на речку Майну, где было основано село Верхняя Майна (Ф. 1336.Оп. 2. Вд. хр. 2349. Л.4 об. 5, 12). После их переселения на пространстве от города Тиинска до речки Малой Тии осталась пустая спорная земля («иноземское поле»), ранее предназначавшаяся для хозяйственного пользования иноземцами, а позднее отведенная Федором Шатиловым белопашенным казакам — и «они, иноземцы поручик Степан Селифановской и тиинские белопашенные казаки пятидесятник Ивашка Мурычев с товарыщи, учинили меж себя полюбовной договор: иноземцы Степан Селифановской с товарыщи спорную землю, о которой они великому государю против своих дач били челом, поступились им, белопашенным казакам, до граней Федора Шатилова, а белопашенные казаки пятидесятник Ивашка Мурычев с товарыщи поступились им, иноземцом, своею землею по писцовым книгам Семена Волынского, которая смежна ныне иноземческой земли к селу Майне» (Там же. Л. 5—5 об.). Иными словами, в конце XVII в. прежние обитатели Иноземской слободы по полюбовному договору уступили ранее принадлежавшее им поле в районе речки Малой Тии жителям Казачьей слободы в обмен на земли, смежные со своим новым местом поселения.
Практически одновременно с переселением иноземцев в 1680-х гг. при пригороде Тиинске была основана другая слобода — слобода Выходцева (Ахметов А.А. Аграрно-крестьянские . отношения и социально-политическое развитие Симбирско-Ульяновского Заволжья в XVII-XX веках. Ульяновск, 2004. С. 39).
Таким образом, к концу XVII в. при пригороде Тиинске снова имелось две слободы (Казачья и Выходцева); при этом земля по речке Малой Тие (Подбелке) в этот период оставалась незаселенной, хотя и входила в границы земель, отведенных служилым людям пригорода Тиинска (по документам находилась в пользовании белопашенных казаков). 26 декабря 1745 г. старожилы пригорода Тиинска показали: «с устья Студеного ключа, Малая Тия тож, вверх по оной речке Малой Тие по левой стороне до вершины, а от вершины речки Малой Тии Черным лесом прямо на Майну-речку и вниз по Майне-речке по левой стороне до устья Красной речки, которая впала в тое речку Майну, и вверх по той речке Красной по левой стороне до вершины, а от вершины тое речки Красной Черным лесом до валежные засеки преж сего отведено помянутым писцом [Семеном] Волынским в дачу к городу Тиинску <...> А подленная крепость с отводу писца Семена Волынского в пожарное время у нас згорела, о чем дедами и отцами нашими записано в Казанской губернской канцелярии явочное челобитье».Причиной обращения старожилов стали поселения в границах их территории, в частности: «...поселясь, жительство имеют насильством крестьяня помещика Подбельского село Городищи во внутренних той вновь отведенной нам дачи урочищах от устья речки Малой Тии вверх по Большой речке Тие до ржавца и вверх по ржавцу по правой стороне до вершины, а от вершины того ржавца на вершину речки Малой Тии» (Там же). 
29 января 1746 г. адъютант Уфимского драгунского полка Иван Андреевич Подбельский сообщал: «в прошлом де 723-м году отказаны за отца ево за Андрея Андреева сына Подбельского недвижимое имение в Казанском уезде за Камою рекою по речке Тие под пригородом Тиинском пашенной земли и с угодьи триста четвертей в поле, а в дву по тому ж, и для отказу той земли послан был сержант Никита Некрасов, которые де книги имелись за ево Некрасовою и сторонних людей за руками, с которых де книг у отца ево имелась копия, точию де оная копия во время случившегося пожара’ в доме ево утратилась...» (Там же. Л. 37). На месте выделенной А.А. Подбельскому в 1723 г. земли не позднее 1745 г. возникло поселение: село Подбельское (Там же. Л. 38). Вероятно, это село можно отождествить с принадлежавшим по показаниям жителей города Тиинска помещику Побельскому селом Городищи на речке Малой Тие, находившимся внутри границ городской земли. 
В материалах 2-й (1743-1748 гг.) и 3-й (1762-1767 гг.) ревизий по Ногайской дороге Казанского уезда сведений о селе Подбельском (Городищи) или о слободе Терентьевке не обнаружено (Ф. 350. Оп. 2. Ед. хр. 1144—1149, 1156- 1162, 1209-1222).
Таким образом, ранние документы о землях по речке Малой Тие (Подбелке) были частично утрачены в результате пожаров в первой половине XVIII в., в 1740-е — 1750-е гг. эта земля находилась в споре между жителями города Тиинска и помещиком И.А. Подбельским. Решение по данному земельному спору в просмотренных документах не представлено, но в период Генерального межевания (1770-е — 1790-е гг.) частновладельческого села Подбельского (Городищи) в районе Тиинска уже не существовало.
В 1780-1851 гг. данная территория входила в Ставропольский уезд Симбирского наместничества. На геометрическом специальном плане Генерального межевания пригорода Тиинска с тремя слободами владения пахотных унтер-офицеров и солдат 1772 г., утвержденном в 1799 г., к юго-востоку от Тиинска обозначена слобода Терентьевка на речке Малой Тие (Подбелке) (Ф. 1354. Оп. 445. Ч. 1. Т-8 «красная галка»). Временем основания слободы можно считать XVIII век. Не исключено, что слобода Терентьевка находилась на месте бывшего села Подбельского, однако прямых указаний на это в просмотренных документах не было обнаружено. Косвенными указаниями могут служить только отсутствие других поселений на речке Малой Тие и сохранение за слободой и речкой вторых названий: «слобода Подбельщина», «речка Подбелка».
В экономических примечаниях к планам дач Генерального межевания начала ХГX в. имеются сведения о пригороде Тиинске с тремя слободами: Васильевской (предположительно, бывшей Казачьей), Выходцевой и Терентьевской (Ф. 1355. Оп. 1. Ед. хр. 1430. Л. 409 об— 413). В частности, в документе сообщается, что в слободе Терентьевской по 5-й ревизии (1794 г.) имелось 25 жилых дворов, в которых числилось 72 мужчины и 95 женщин; слобода располагалась на правом берегу речки Малой Тии, на которой находилась мукомольная мельница об одном поставе. Церкви или часовни в слободе Терентьевской в это время не имелось. Жители пригорода Тиинска и его слобод занимались хлебопашеством, скотоводством и пчеловодством, женщины же, помимо полевой работы, пряли лен, посконь и шерсть, ткали холсты и сукна для домашнего обихода и на продажу. В указанной местности были распространены различные виды рыб (такие как судак, стерлядь, сом, язь, лещ, окунь, налим, линь, пискарь, плотва, ерш) и раки, которые ловились местным населением для собственного употребления. В окрестных лесах водились медведи, волки, лисицы, зайцы, куницы, белки, горностаи, а также разнообразные птицы: орлы, ястребы, тетерева, дятлы, филины, иволги, сойки, совы, соловьи, варакушки, пенки, дрозды, снегири, зяблики, овсянки, синицы, сороки, вороны, грачи, щеглы, кукушки, рябчики, горлицы, жаворонки, галки, воробьи, куропатки, скворцы, в речках и прудах — дикие утки, кулики, бекасы, мартышки (крачки), пигалицы (чибисы). Лес рос строевой и дровяной, пригодный как для корабельного строения, так и для использования в крестьянском хозяйстве: дубовый, вязовый, ильмовый, кленовый, ясеневый, осиновый, липовый, березовый, рябиновый, ореховый. Грунт здесь был черноземный, серопесчаный, черноглинистый, плодородный — наиболее хорошими были урожаи ржи, овса, проса и пшеницы (Там же. Л. 409 об. 413). 
В 1851-1919 гг. Ставропольский уезд относился к Самарской губернии. В 1859 г. казенная слобода Терентьевка (Подбельщина) при речке Подбелке, находившаяся в 112 верстах от Самары и в 27 верстах от Ставрополя (современного Тольятти), насчитывала 80 дворов, в которых проживали 274 мужчины и 294 женщины; церкви в слободе по-прежнему не было, к середине XX в. здесь была построена только православная часовня (Списки населенных мест Российской империи. СПб., 1864. Вып. 36: Самарская губерния... по сведениям 1859 года. С. 107).

## География
Село находится в восточной части Левобережья, в лесостепной зоне, в пределах Низкого Заволжья, на правом берегу реки Подбелки, на расстоянии примерно 18 километров (по прямой) к северо-востоку от города Димитровграда, административного центра района. Абсолютная высота — 99 метров над уровнем моря.
Климат
Климат характеризуется как умеренно континентальный, с тёплым летом и умеренно холодной зимой. Средняя температура воздуха самого тёплого месяца (июля) — 20 °C (абсолютный максимум — 39 °C); самого холодного (января) — −13,8 °C (абсолютный минимум — −47 °C). Продолжительность безморозного периода составляет в среднем 131 день. Среднегодовое количество атмосферных осадков составляет 406 мм. Снежный покров образуется в конце ноября и держится в течение 145 дней.
Часовой пояс
Село Терентьевка, как и вся Ульяновская область, находится в часовой зоне МСК+1. Смещение применяемого времени относительно UTC составляет +4:00.

## Население
| 1859 | 1889 | 1897 | 1910  | 2010 |
| ---- | ---- | ---- | ----- | ---- |
| 568  | ↗956 | ↗967 | ↗1076 | ↘294 |

Согласно результатам переписи 2002 года, в национальной структуре населения русские составляли 69 % из 313 чел.